# Fonseca (La Guajira)
Fonseca est une municipalité située dans le département de La Guajira, en Colombie.